# Hippalus
Hippalus est un navigateur grec qui a vécu au Ier siècle de notre ère, probablement vers la fin du règne d'Auguste.
On lui attribue généralement la première navigation directe entre la mer Rouge et l'Inde à la suite de la découverte de la mousson.